# Al-Hal·laj
Abu-l-Mughith al-Hussayn ibn Mansur ibn Mahamma al-Baydawí, conegut en persa per Mansur-e Hal·laj (persa: منصور حلاج) i en àrab com al-Hal·laj (àrab: الحلاج, al-Ḥallāj) (Fars, 858 - Bagdad, 922) fou un dels principals teòlegs i místics sufís perses, així com poeta, en llengua àrab.
Va predicar a Bàssora, Khuzistan i Khurasan, va fer tres vegades la peregrinació a la Meca i va predicar finalment a Bagdad. El seu moviment de reforma el va portar a la presó i fou condemnat i executat.